# Z-dióda

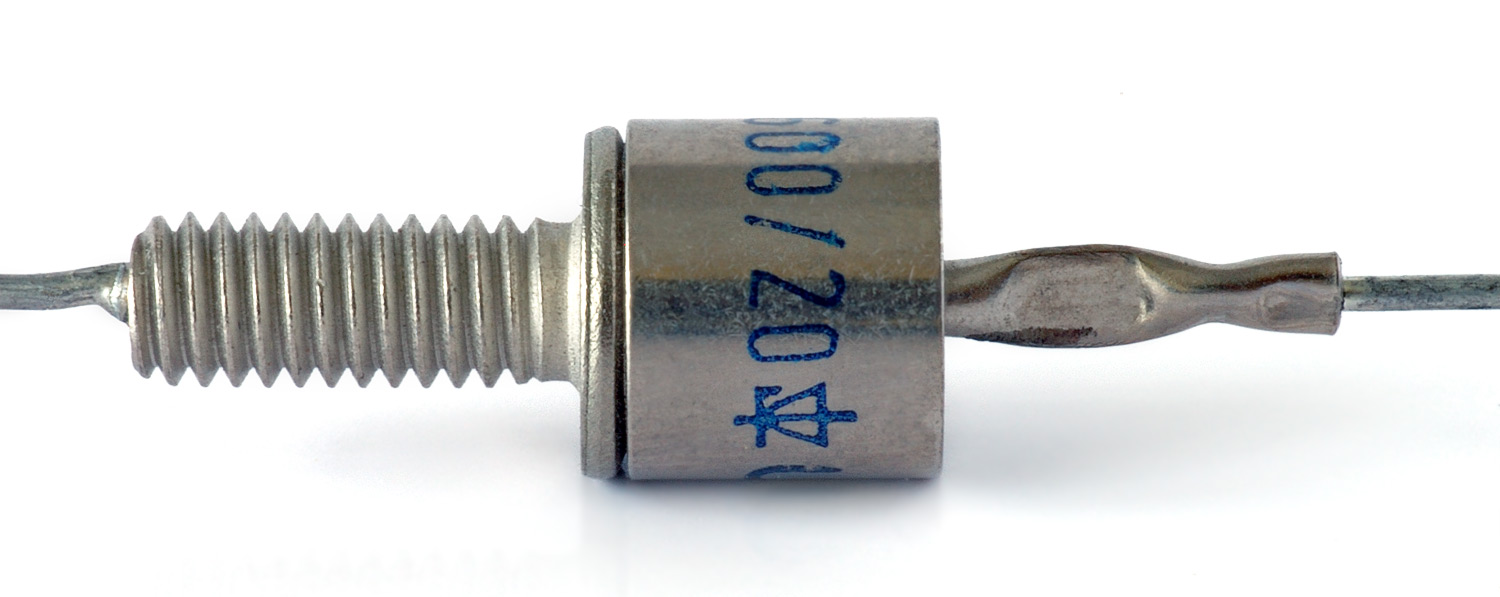
Közepes teljesítményű z-dióda

A z-dióda (eredetileg Zener-dióda) egy speciális, szilícium alapanyagú dióda, amely feszültségstabilizálásra használatos. Működése nyitóirányban megegyezik a szilícium félvezető diódákéval, azonban záróirányban eltér. Az eltérő viselkedést a p-n átmenet erőteljes szennyezésével érik el.
Z-diódákat használnak feszültség állandó értéken tartására (feszültségstabilizálás, referenciafeszültség előállítása), bemeneti szintek határolására (vágás, túlfeszültség védelem) illetve feszültségszint eltolására. Z-diódákat tartalmaznak az elektronikus áramkörök tápegységei, továbbá a televízió készülékek, nyomtatók.

## Működési elve

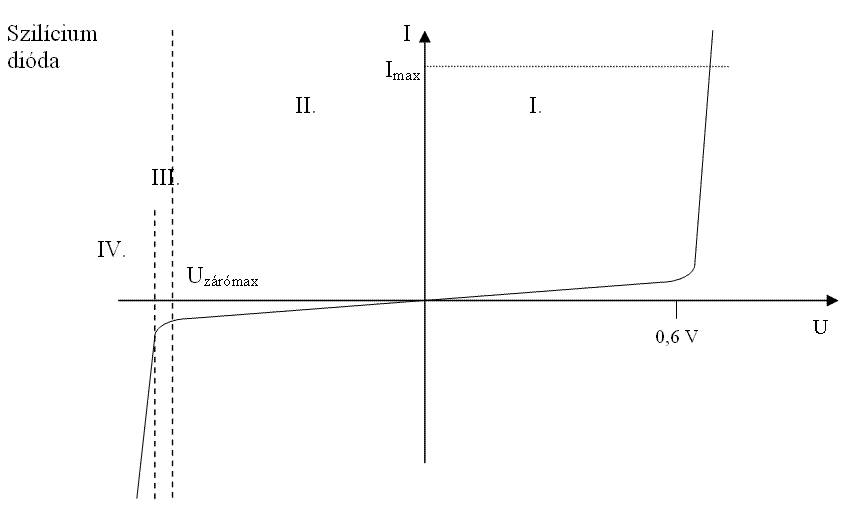
Z-dióda feszültség-áram karakterisztikája

A z-diódáknál a p-n átmenet azon tulajdonságát használják ki, hogy a zárófeszültség állandó a kivezetések között, ha a letörési tartományban működik. Felépítését tekintve egy különlegesen szennyezett szilíciumdióda, amely károsodás nélkül üzemeltethető a letörési tartományban. Nyitóirányban a hagyományos szilíciumdiódáknak megfelelő a működése. Záróirányban a p-n átmenet szennyezésétől függően UZK Zener-feszültségig nagy ellenállást, majd a Zener-feszültség elérése után kis ellenállást képvisel. A szennyezés mértéke azért nagyobb, mert a letörési feszültségszintet csökkenteni kell, mivel a kisértékű differenciális ellenállás csak így érhető el.
A karakterisztikájában négy fő tartomány különböztethető meg: 

I.	Nyitó tartomány: karakterisztikája a hagyományos szilícium diódáéval megegyezik.

II.	Zárótartomány: kis zárási áram folyik, a dióda ellenállása nagy. 

III.	Könyöktartomány: itt kezdődik meg a letörési jelenség. A z-dióda könyöktartománya az adott diódára jellemző feszültségszinten kezdődik, ami viszont az adalékolás mértékével állítható be. 

IV.	Letörési tartomány: kis feszültségváltozás nagy áramváltozást eredményez, ezek határozzák meg az rz differenciális ellenállását a diódának. {\displaystyle r_{z}={{\mathcal {4}}U_{Z} \over {\mathcal {4}}I_{Z}}} A maximális áram IZmax lehet, amelyet tartósan túllépve a dióda hőhalált hal. Az áramhatárolást egy soros áramkorlátozó ellenállással lehet megoldani. A z-diódák tulajdonságai erősen hőmérsékletfüggőek. A z-diódákra kapcsolt záróirányú feszültségszint csökkenése esetén a z-dióda árama is csökken.

## Alkalmazási terület
A Zener-diódákat az elektronikában főként feszültségstabilizálásra, feszültséghatárolásra használják és csak ritkábban feszültségszint eltolására. Nagyobb áram elérésére párhuzamos kapcsolás nem lehetséges, mert ez tökéletesen egyező karakterisztikát igényelne a két diódától, ami a gyakorlatban nem létezik, ezért ezt különféle áramkörökkel oldják meg.

## Kialakítás

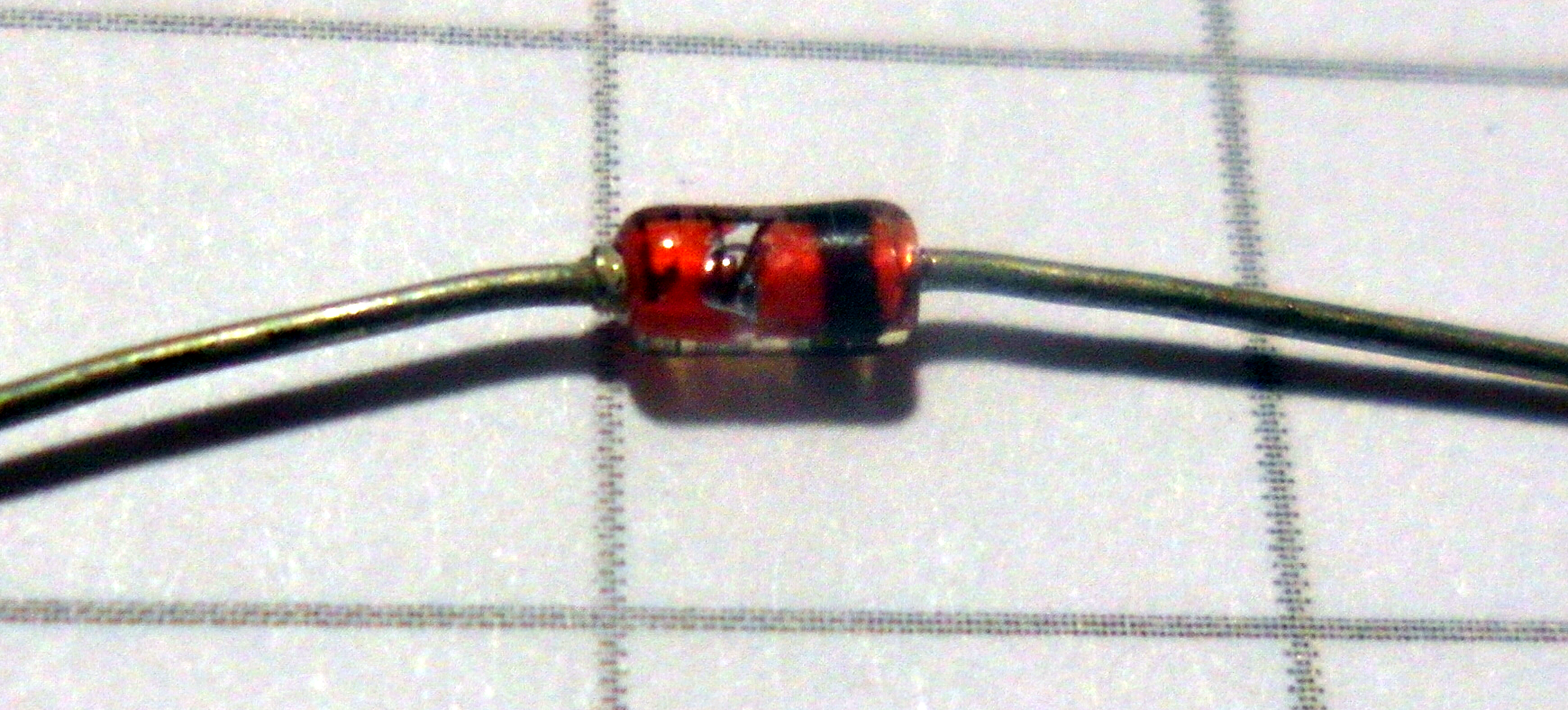
Üveg tokozású, 0.5 watt teljesítményű z-dióda (1cm-es osztású papíron)

Az általános célú, kisebb teljesítményre készült Z-diódák üveg tokozásúak, (ritkábban műanyagházban) míg a közepes és nagyobb teljesítményre készült z-diódák fémházasak, esetenként csavaros rögzítéssel. A csavar a hűtőfelülethez való rögzítésre szolgál. A felületszerelt áramkörökbe készült z-diódák többnyire műanyag tokozással készülnek. A szokásos Zéner-feszültségek 1.8 V–1kV, teljesítmények 0.1W–5W

## Néhány zener dióda paraméterei[5]
| Type   | Nominal Zener voltage(3) at IZT VZ V | Test current IZT mA | Maximum Zener impedance(1) | Maximum Zener impedance(1) | Maximum Zener impedance(1) | Maximum reverse leakage current | Maximum reverse leakage current | Surge current at TA = 25°C IR mA | Maximum regulator current(2) IZM mA |
| Type   | Nominal Zener voltage(3) at IZT VZ V | Test current IZT mA | ZZT at IZT Ω               | ZZK Ω                      | at IZK mA                  | IR µA                           | at VR V                         | Surge current at TA = 25°C IR mA | Maximum regulator current(2) IZM mA |
| ------ | ------------------------------------ | ------------------- | -------------------------- | -------------------------- | -------------------------- | ------------------------------- | ------------------------------- | -------------------------------- | ----------------------------------- |
| 1N4728 | 3,3                                  | 76                  | 10                         | 400                        | 1,00                       | 100                             | 1,00                            | 1380                             | 276                                 |
| 1N4729 | 3,6                                  | 69                  | 10                         | 400                        | 1,00                       | 100                             | 1,00                            | 1260                             | 252                                 |
| 1N4730 | 3,9                                  | 64                  | 9                          | 400                        | 1,00                       | 50                              | 1,00                            | 1190                             | 234                                 |
| 1N4731 | 4,3                                  | 58                  | 9                          | 400                        | 1,00                       | 10                              | 1,00                            | 1070                             | 217                                 |
| 1N4732 | 4,7                                  | 53                  | 8                          | 500                        | 1,00                       | 10                              | 1,00                            | 970                              | 193                                 |
| 1N4733 | 5,1                                  | 49                  | 7                          | 550                        | 1,00                       | 10                              | 1,00                            | 890                              | 178                                 |
| 1N4734 | 5,6                                  | 45                  | 5                          | 600                        | 1,00                       | 10                              | 2,00                            | 810                              | 162                                 |
| 1N4735 | 6,2                                  | 41                  | 2                          | 700                        | 1,00                       | 10                              | 3,00                            | 730                              | 146                                 |
| 1N4736 | 6,8                                  | 37                  | 3,5                        | 700                        | 1,00                       | 10                              | 4,00                            | 660                              | 133                                 |
| 1N4737 | 7,5                                  | 34                  | 4                          | 700                        | 0,50                       | 10                              | 5,00                            | 605                              | 121                                 |
| 1N4738 | 8,2                                  | 31                  | 4,5                        | 700                        | 0,50                       | 10                              | 6,00                            | 550                              | 110                                 |
| 1N4739 | 9,1                                  | 28                  | 5                          | 700                        | 0,50                       | 10                              | 7,00                            | 500                              | 100                                 |
| 1N4740 | 10                                   | 25                  | 7                          | 700                        | 0,25                       | 10                              | 7,6                             | 454                              | 91                                  |
| 1N4741 | 11                                   | 23                  | 8                          | 700                        | 0,25                       | 5                               | 8,4                             | 414                              | 83                                  |
| 1N4742 | 12                                   | 21                  | 9                          | 700                        | 0,25                       | 5                               | 9,1                             | 380                              | 76                                  |
| 1N4743 | 13                                   | 19                  | 10                         | 700                        | 0,25                       | 5                               | 9,9                             | 344                              | 69                                  |
| 1N4744 | 15                                   | 17                  | 14                         | 700                        | 0,25                       | 5                               | 11,4                            | 304                              | 61                                  |
| 1N4745 | 16                                   | 16                  | 16                         | 700                        | 0,25                       | 5                               | 12,2                            | 285                              | 57                                  |
| 1N4746 | 18                                   | 14                  | 20                         | 750                        | 0,25                       | 5                               | 13,70                           | 250                              | 50                                  |
| 1N4747 | 20                                   | 12,5                | 22                         | 750                        | 0,25                       | 5                               | 15,20                           | 225                              | 45                                  |
| 1N4748 | 22                                   | 11,5                | 23                         | 750                        | 0,25                       | 5                               | 16,70                           | 205                              | 41                                  |
| 1N4749 | 24                                   | 10,5                | 25                         | 750                        | 0,25                       | 5                               | 18,20                           | 190                              | 38                                  |
| 1N4750 | 27                                   | 9,5                 | 35                         | 750                        | 0,25                       | 5                               | 20,60                           | 170                              | 34                                  |
| 1N4751 | 30                                   | 8,5                 | 40                         | 1000                       | 0,25                       | 5                               | 22,80                           | 150                              | 30                                  |
| 1N4752 | 33                                   | 7,5                 | 45                         | 1000                       | 0,25                       | 5                               | 25,10                           | 135                              | 27                                  |
| 1N4753 | 36                                   | 7                   | 50                         | 1000                       | 0,25                       | 5                               | 27,40                           | 125                              | 25                                  |
| 1N4754 | 39                                   | 6,5                 | 60                         | 1000                       | 0,25                       | 5                               | 29,70                           | 115                              | 23                                  |
| 1N4755 | 43                                   | 6                   | 70                         | 1500                       | 0,25                       | 5                               | 32,70                           | 110                              | 22                                  |
| 1N4756 | 47                                   | 5,5                 | 80                         | 1500                       | 0,25                       | 5                               | 35,80                           | 95                               | 19                                  |
| 1N4757 | 51                                   | 5                   | 95                         | 1500                       | 0,25                       | 5                               | 38,80                           | 90                               | 18                                  |
| 1N4758 | 56                                   | 4,5                 | 110                        | 2000                       | 0,25                       | 5                               | 42,60                           | 80                               | 16                                  |
| 1N4759 | 62                                   | 4                   | 125                        | 2000                       | 0,25                       | 5                               | 47,10                           | 70                               | 14                                  |
| 1N4760 | 68                                   | 3,7                 | 150                        | 2000                       | 0,25                       | 5                               | 51,70                           | 65                               | 13                                  |
| 1N4761 | 75                                   | 3,3                 | 175                        | 2000                       | 0,25                       | 5                               | 56,00                           | 60                               | 12                                  |
| 1N4762 | 82                                   | 3                   | 200                        | 3000                       | 0,25                       | 5                               | 62,20                           | 55                               | 11                                  |
| 1N4763 | 91                                   | 2,8                 | 250                        | 3000                       | 0,25                       | 5                               | 69,20                           | 50                               | 10                                  |
| 1N4764 | 100                                  | 2,5                 | 350                        | 3000                       | 0,25                       | 5                               | 76,00                           | 45                               | 9                                   |